# Arethusana claramaritima
Arethusana claramaritima är en fjärilsart som beskrevs av Ruggero Verity 1929. Arethusana claramaritima ingår i släktet Arethusana och familjen praktfjärilar. Inga underarter finns listade i Catalogue of Life.